# Luekatiella
Luekatiella es un género de foraminífero bentónico de la subfamilia Stegnammininae, de la familia Stegnamminidae, de la superfamilia Saccamminoidea, del suborden Saccamminina y del orden Astrorhizida. Su especie tipo es Luekatiella estonica. Su rango cronoestratigráfico abarca el Terreneuviense (Cámbrico inferior).

## Discusión
Clasificaciones previas incluían Luekatiella en la Familia Psammosphaeridae, de la Superfamilia Astrorhizoidea, así como en el Suborden Textulariina y/o Orden Textulariida,.

## Clasificación
Luekatiella incluye a la siguiente especie:
- Luekatiella estonica †